# Höhensiedlung

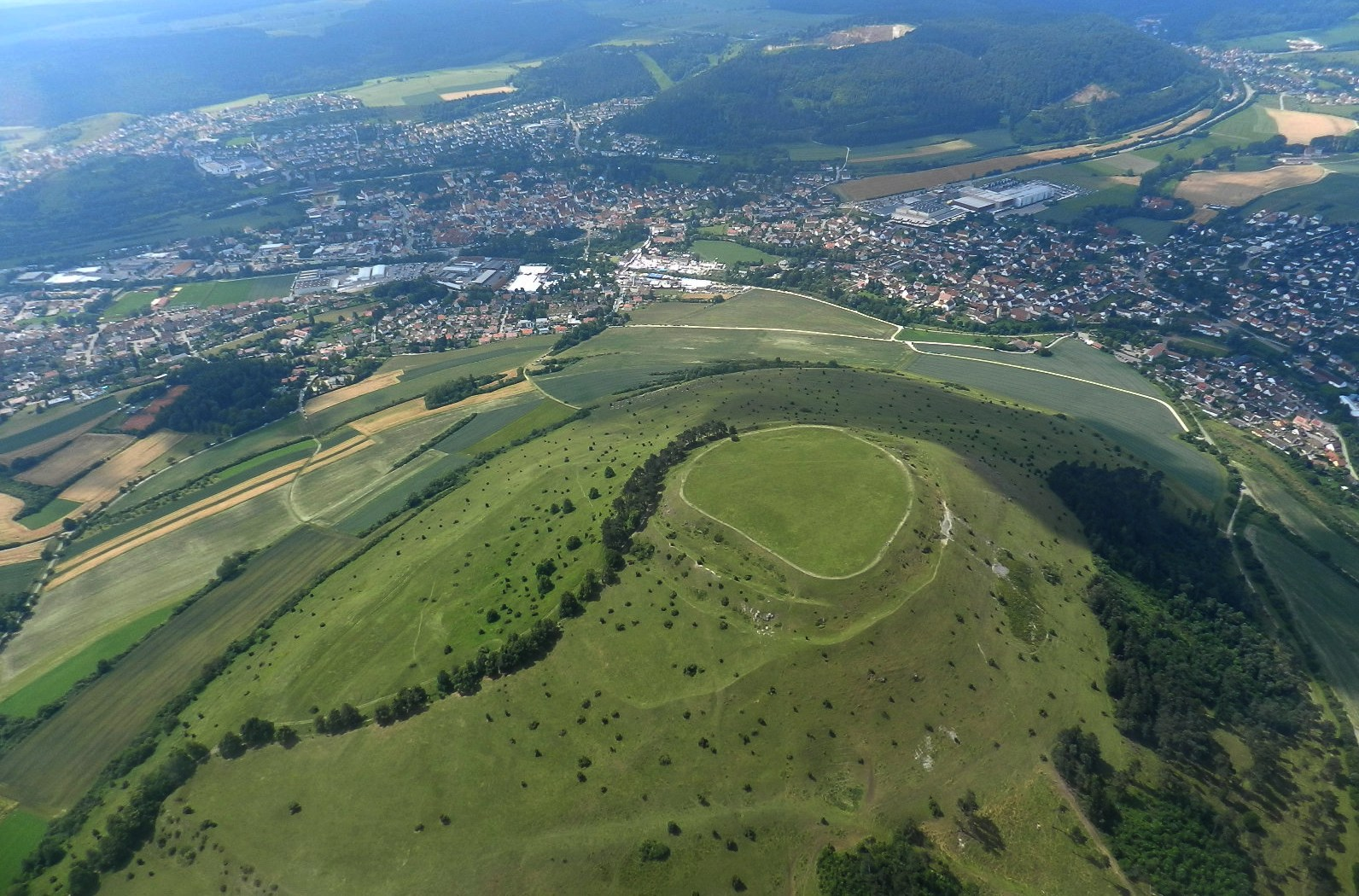
Luftbild vom Ipf, keltische Höhensiedlung

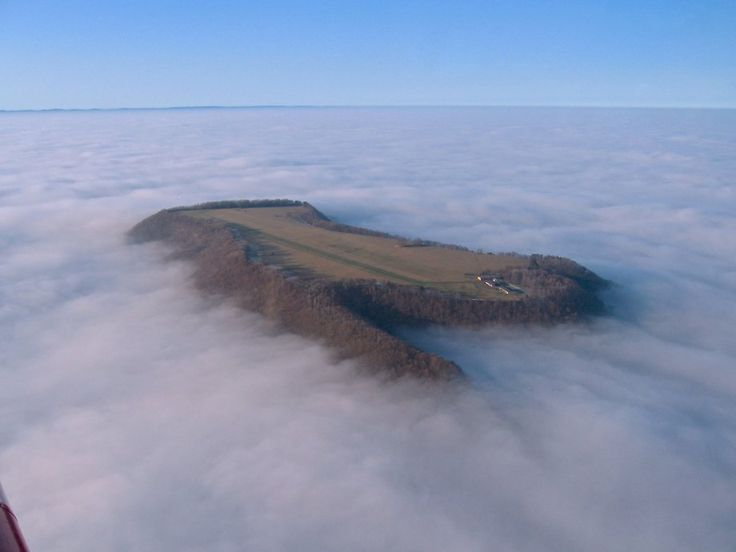
Der Farrenberg, eine bronzezeitliche Höhensiedlung

Die Bezeichnung Höhensiedlung umschreibt einen prähistorischen Siedlungstyp und bezeichnet die topographische Lage einer Ansiedlung, ohne das Vorhandensein einer Befestigung vorauszusetzen. Im Sinne von Jörg Biel werden

„[…] solche Siedlungen, die durch Höhenunterschiede bedingt von ihrem Umfeld abgesetzt und durch die natürlichen Geländeverhältnisse einigermaßen geschützt sind oder eine Befestigung begünstigen [verstanden]. Dabei ist die Abgesetztheit stärker zu bewerten als Höhenunterschiede.“

Eine ähnliche Auffassung vertrat Rafael von Uslar, der Höhensiedlungen als solche auf:

„Erhebungen […], die sich deutlich mit mehr oder minder steilen Flanken aus ihrer Umgebung hervorheben [versteht]; d. h. es genügt einerseits ein stärkeres reliefiertes Gelände, wie es auch im sog. Flachland vorkommen kann, so dass sich Höhensiedlungen nicht auf das Mittel- und Hochgebirge beschränken; […]“

Weitere Konzepte definieren den Siedlungstyp, neben der exponierten Lage aufgrund seiner Abgesetztheit, mit einer Erhebung von 20 bis 30 Meter vom Umland an mindestens auf drei Seiten. Je nach Lage werden die verschiedenen Typen, auf einem Gipfel, an einer Terrassenkante oder auf einem Sporn unterschieden.
Mit diesem Siedlungstyp werden Merkmale wie Wehrhaftigkeit, zentralörtliche Funktion und repräsentierende, komplexe gesellschaftliche Strukturen verbunden. Die Wehrhaftigkeit einer Höhensiedlung resultiert neben der geographischen Lage zumeist aus dem Vorhandensein einer Befestigungsanlage. Da Höhensiedlungen, durch eine größtenteils ausgesprochene Siedlungsgunst bedingt, meist mehrere Besiedlungsphasen aufweisen, sind Periodisierung und Datierung der Befestigungen sowie deren Korrelation mit der Innen- und Außenbebauung nur bei systematischer Erforschung möglich. Entsprechende Differenzierungen gelangen bisher beispielsweise an den spätbronze- bis älter-eisenzeitlichen Höhensiedlungen auf der Schalkenburg bei Quenstedt, Landkreis Mansfeld-Südharz.

## Beispiele von Höhensiedlungen aus verschiedenen Epochen
- Jungsteinzeit: Jevišovice, Schalkenburg
- Bronzezeit: Bullenheimer Berg – Bronzezeitliche Befestigung bei Bernstorf – Heunischenburg – Farrenberg
- Eisenzeit: Schalkenburg – Glauberg – Heuneburg – Ipf
- Völkerwanderungszeit: Runder Berg – Zähringer Burgberg – Gelbe Burg – Houbirg – Reisberg – Wettenburg – Dünsberg – Geißkopf